# Marje Metsur
Marje Metsur z domu Michajłowa (ur. 27 czerwca 1941) – estońska aktorka.

## Życiorys
W 1960 ukończyła Gimnazjum im. Friedricha Reinholda Kreutzwalda Võru, a w 1965 Wydział Sztuki Estradowej Państwowego Konserwatorium w Tallinie. W latach 1965–2009 pracowała w Teatrze Miejskim w Tallinie. Od 2009 jest niezależną aktorką.
Zasłynęła rolą teatralną w sztuce Mati Unta „Rästiku pihtimus” wystawionej w 1979 w Noorsooteater. Zagrała też w kilku filmach.
Została wyróżniona tytułem Zasłużony Artysta Estońskiej SRR (1980). W 2006 została odznaczona Orderem Gwiazdy Białej IV klasy.
W latach 1965–1967 występowała pod nazwiskiem Marje Rõigas. Od 1967 jej mężem jest estoński sportowiec i pedagog Kaupo Metsur.